# Майнгайм
Майнгайм (нім. Meinheim) — громада в Німеччині, розташована в землі Баварія. Підпорядковується адміністративному округу Середня Франконія. Входить до складу району Вайсенбург-Гунценгаузен. Складова частина об'єднання громад Альтмюльталь.
Площа — 16,36 км2. Населення становить 839 ос. (станом на 31 грудня 2020).

## Галерея

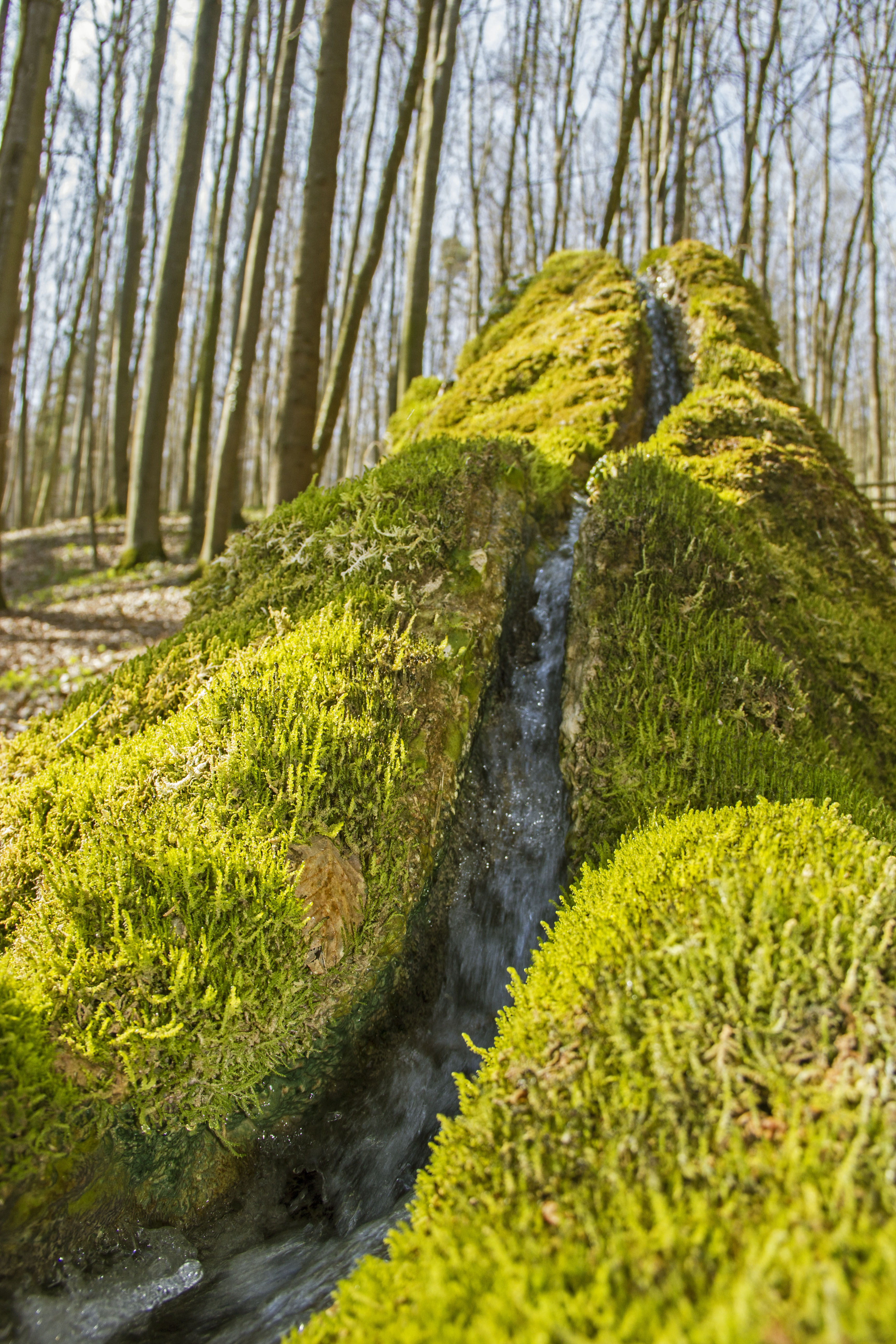